# اوريستي بيناتي
اوريستي بيناتي (بالإيطالية: Oreste Benatti)‏ لاعب كرة قدم إيطالي في مركز خط الوسط المتقدم (ولد يوم 11 يونيو من العام 1906 في ميراندولا)، وعادة ما كان جناحا ايسر، مع استطاعته أيضا على اللعب كمهاجم. كان معروفا على وجه الخصوص لسرعته، ودقة حركته الهجومية، قدم سريعة، كما تميز بمهارات المراوغة.